# Loch Lochy
Loch Lochy (gael. Loch Lochaidh) - duże jezioro słodkowodne położone 16 km na południowy zachód od jeziora Loch Ness w Szkocji. Połączone jest z jeziorem Loch Oich za pośrednictwem Kanału Kaledońskiego. Z Loch Lochy wypływa też rzeka River Lochy. 

## Charakterystyka
Jezioro posiada podłużny kształt, położone jest w osi północny-wchód - południowy zachód (wzdłuż uskoku Great Glen). Powierzchnia wynosi 17,2 km². Średnia głębokość wynosi 69,8 m, zaś maksymalna 161,8 m. Objętość wody wynosi 1,2 km³.

## Nazwa
Nazwa Loch Lochy jest zanglicyzowaną formą gaelickiej nazwy Loch Lochaidh. Najczęściej tłumaczy się ją jako „jezioro czarnej bogini”, choć etymologia ta nie jest pewna.

## Lizzie
Legenda głosi, że w wodach Loch Lochy żyje trójgarbna kryptyda Lizzie, podobna do bardziej znanego potwora z Loch Ness. Pierwsza wzmianka o widzeniu potwora pochodzi z 1929 roku. Miał on przypominać plezjozaura (podobnie jak potwór z Loch Ness). W 1997 grupa „łowców potworów” rozpoczęła przeszukiwania jeziora przy użyciu sonaru i podwodnego mikrofonu.